# Pleurocera brumbyi
Pleurocera brumbyi är en snäckart som först beskrevs av I. Lea 1852.  Pleurocera brumbyi ingår i släktet Pleurocera och familjen Pleuroceridae. IUCN kategoriserar arten globalt som sårbar. Inga underarter finns listade i Catalogue of Life.